# Staunton (Wirginia)
Staunton – miasto w Stanach Zjednoczonych, w stanie Wirginia.

## Miasta partnerskie
- Dabas, Węgry
- Vișeu de Sus, Rumunia